# Алан Сіллітоу
Алан Сіллітоу (англ. Alan Sillitoe; 4 березня 1928, Ноттінгем — 25 квітня 2010, Лондон) — англійський поет і прозаїк.

## Біографія
Сіллітоу народився в Ноттінгемі у батьків з бідної робітничої родини, батька звали Крістофером, а мати Сабіною. Як і антигерой його першого роману «У суботу ввечері, у неділю вранці» (англ. Saturday Night and Sunday Morning), що вийшов у 1958 році,  Артур Сітон, батько письменника працював на велосипедній фабриці. Його батько був неосвіченим і грубим чоловіком, який часто змінював місце роботи, через це його родина часто голодувала. Алан був близьким до групи сердитих молодих людей. Присвятив багато творів долям британських робітників. Не раз приїжджав до СРСР, але після 1968, коли у своєму виступі на з'їзді радянських письменників висловився про порушення прав людини в Радянському Союзі, став персоною нон-ґрата. Залишив кілька мемуарних книг, зокрема — про поїздки в СРСР (Овод у Росії, 2007).
Був одружений з поетесою Рут Фейнлайт.

## Екранізації
Низка творів Сіллітоу були екранізовані (Карелом Рейшем, Тоні Річардсоном, Ральфом Нельсоном), фільми мали значний успіх. Сценарій стрічки «У суботу ввечері, у неділю вранці», написаний Сіллітоу, був номінований на премію БАФТА.

## Вибрані твори
- Самотність бігуна на довгу дистанцію